# Губань бурий
Губань бурий (Labrus merula) — губань, поширений у східній Атлантиці: від Португалії до Марокко і Азорських островів, також у Середземному морі. Був зареєстрований у Прибосфорському районі Чорного моря. Сягають максимальної довжини 45 см. Морська рифова риба.